# Tauberfranken (Weinbaubereich)
Der Bereich Tauberfranken ist ein Weinbaubereich im Weinbaugebiet Baden in Baden-Württemberg.
Bis 1992 hieß der Bereich badisches Frankenland. Daneben gibt es auch die namensgleiche Region Tauberfranken, als Name der gesamten Landschaft, über den Weinbau hinaus. 

## Lagen und Rebsorten

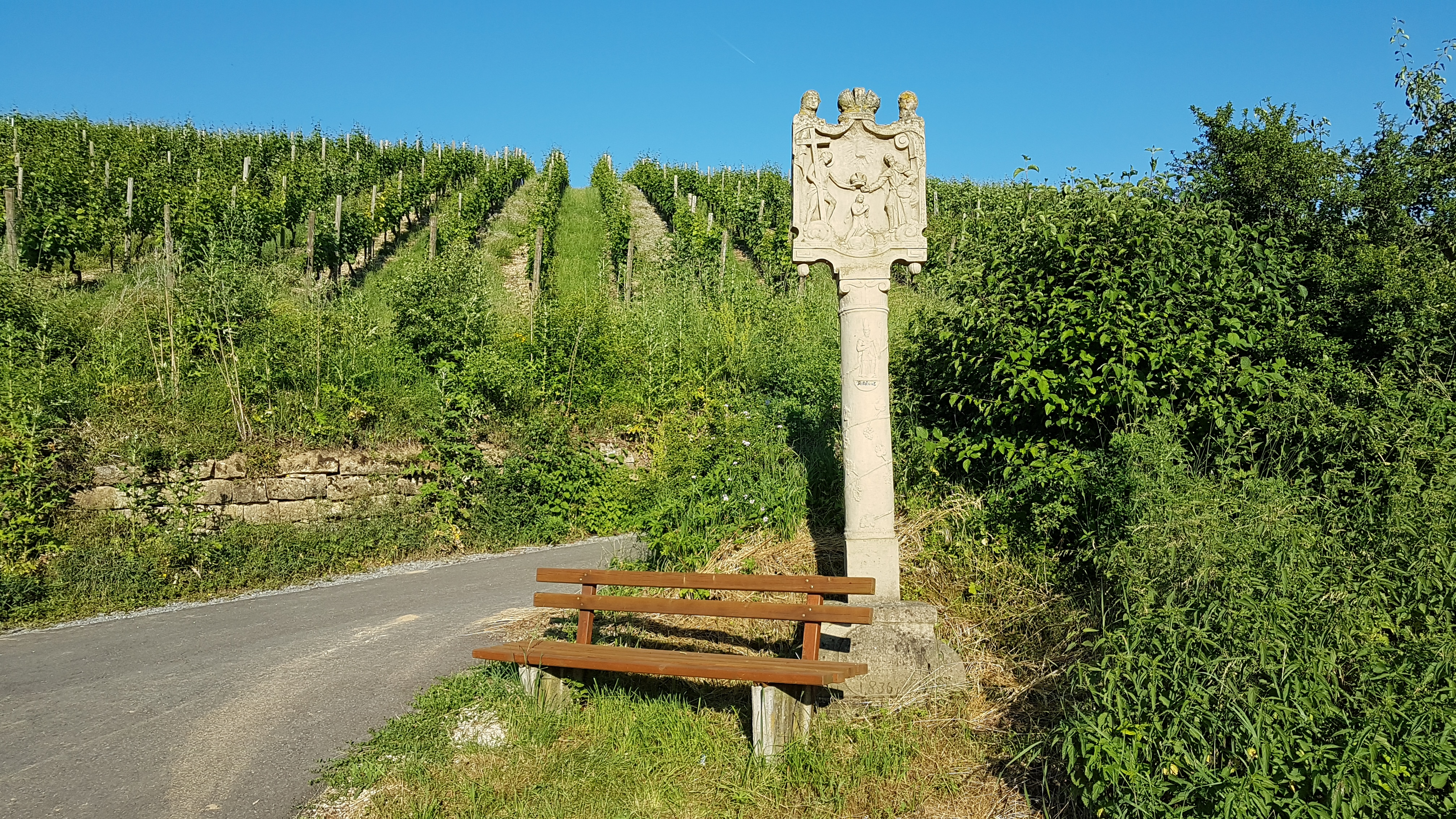
Bildstock „Emmelesbild“ in der Lage Kirchberg, Großlage Becksteiner Tauberklinge.

Tauberfranken ist ein eigenständiger, etwa 670 Hektar Rebfläche umfassender Weinbaubereich im Anbaugebiet Baden, der die Weinlagen zwischen Bad Mergentheim-Dainbach und Wertheim-Dertingen umfasst. Zwei übergebietliche Genossenschaften, die Winzergenossenschaft in Beckstein (Ortsteil von Lauda-Königshofen) und die Winzergemeinschaft Franken eG (GWF) in Kitzingen mit der Tauberfränkischen Bocksbeutelkellerei in Wertheim-Reicholzheim, erfassen und vermarkten den Großteil der Ernte. Eine Vorgängerinstitution war die 1951 im Reicholzheimer Hotel „Zur Traube“ gegründete Winzergenossenschaft Badisches Frankenland, die sich von Reicholzheim bis nach Lauda erstreckte und seit 1959 die Taubergründer Weintage ausrichtete. Auf diesem Weinfest wurde seit Beginn der 1960er Jahre, jeweils für ein Jahr, die Taubergründer Weinkönigin proklamiert. Neben den beiden Genossenschaften gibt es einige kleinere private selbstvermarktende Weinbaubetriebe, darunter das VDP-Weingut Konrad Schlör. Die wichtigsten Rebsorten sind Müller-Thurgau und Schwarzriesling. Eine alte Rebsorte ist der Tauberschwarz, der bis zu Rebflurumlegungen der 1950er Jahre in dem Gebiet verbreitet war.
Der Beginn des Weinbaus in Tauberfranken wird auf Zeit um 1160 datiert und verbindet sich mit den wirtschaftlichen Aktivitäten des Klosters Bronnbach, zuerst an der Lage Josefsberg zwischen Bronnbach und Reicholzheim. Ein großer Weinkeller für Taubertaler Weine wurde 1760 vom Bronnbacher Abt Ambrosius Balbus in Reicholzheim eingerichtet.
Die in Baden-Württemberg liegenden Teile der Region Tauberfranken und Teile der Ortenau sind die einzigen deutschen Weinregionen außerhalb Bayerns, in denen Wein in Bocksbeutel abgefüllt werden darf, der als Symbol des Frankenweins gilt.